# Капсульний замок

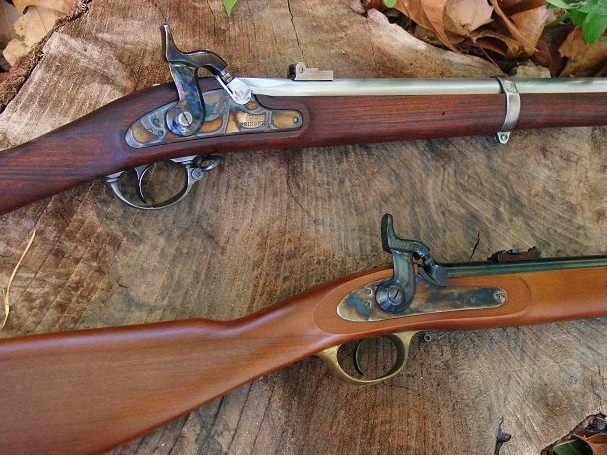
Капсульний замок на гвинтівках Springfield та Enfield

Капсульний механізм або ударний замок — один з видів рушничного замка. Став наступником ударно-кременевого замка у зброярстві. У ньому для запалювання заряду використовувався капсуль (пістон), по якому вдаряв ударник.
Рання ударна система була розроблена преподобним Александром Джоном Форсайтом як вирішення проблеми, коли дим від пороху у його кременевій рушниці лякав птахів на полюванні. Його винахід механізму на базі гримучої ртуті не попереджав птахів про постріл димом, а також скоротив час між натисканням на спусковий гачок і пострілом. Форсайт запатентував свою систему запалювання у 1807. Проте, звичайна капсульна система з'явилась лише після закінчення патенту Форсайта.

Капсульний замок переважав кременевий за багатьма параметрами. Його було простіше заряджати, він був більш незалежним від погоди і був більш надійним за кременевий замок. Багато застарілих кременевих замків було перероблено на капсульні

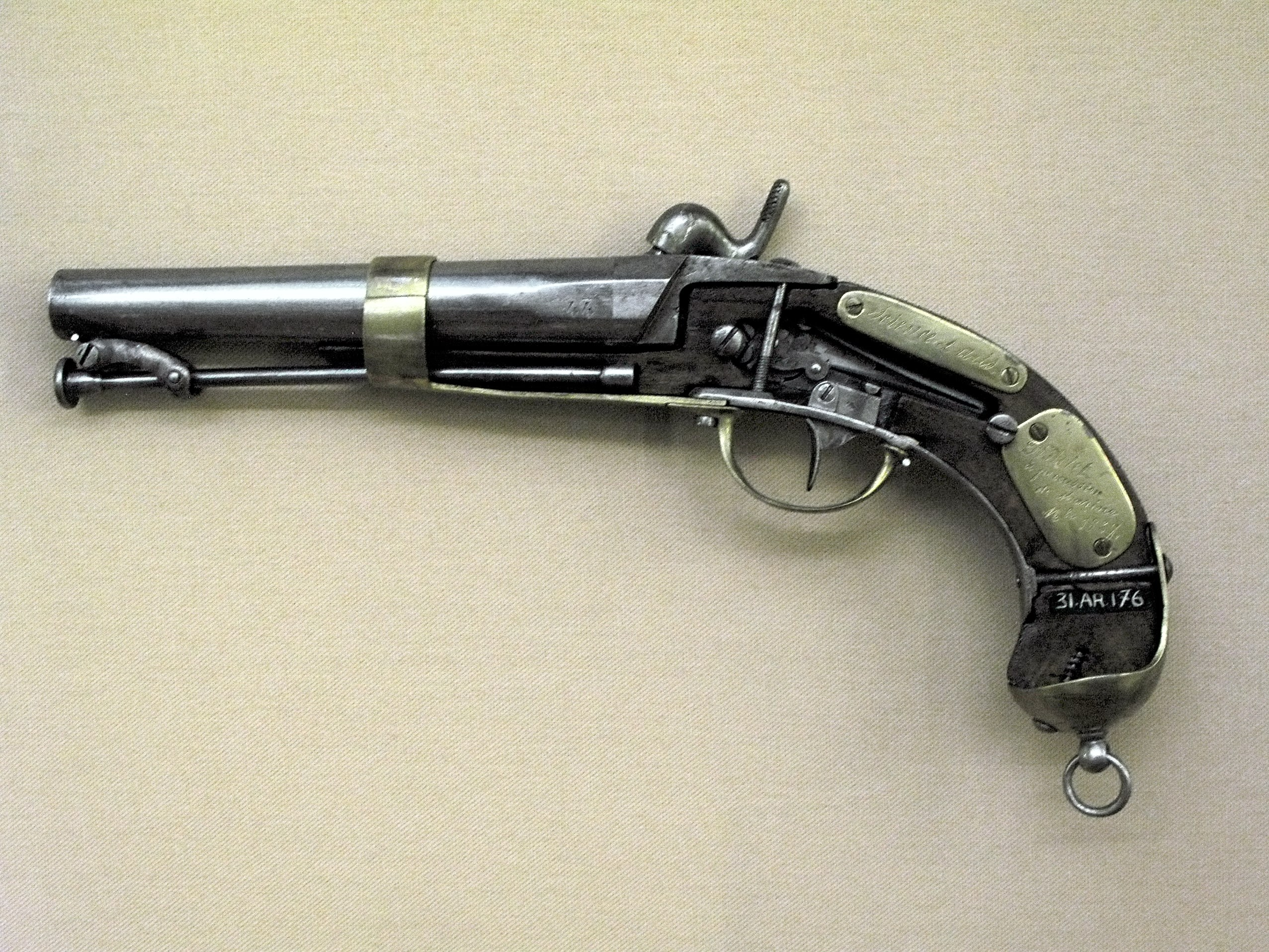
Капсульний пістолет військово-морського флоту Франції, модель 1837
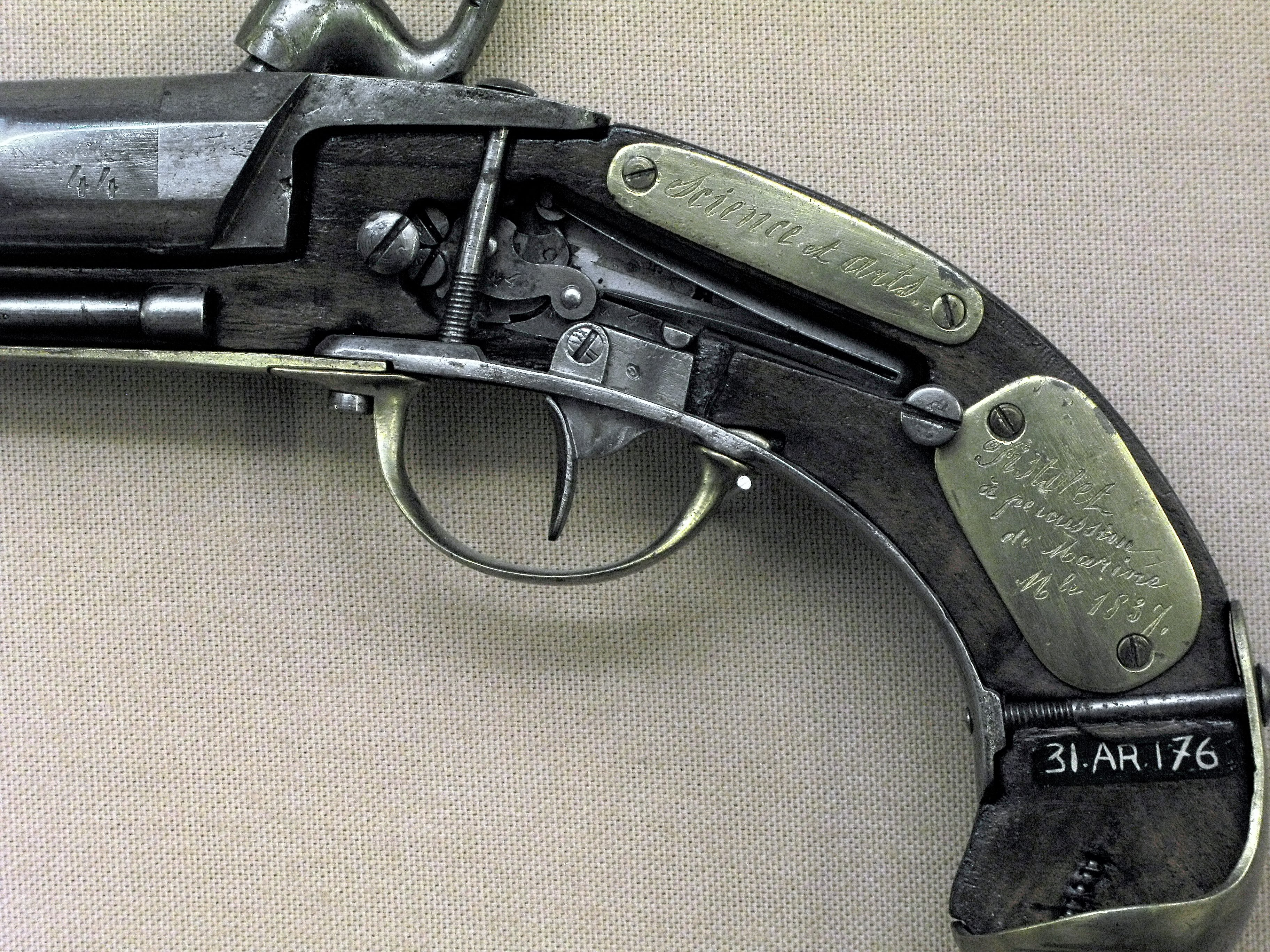
Деталі замка
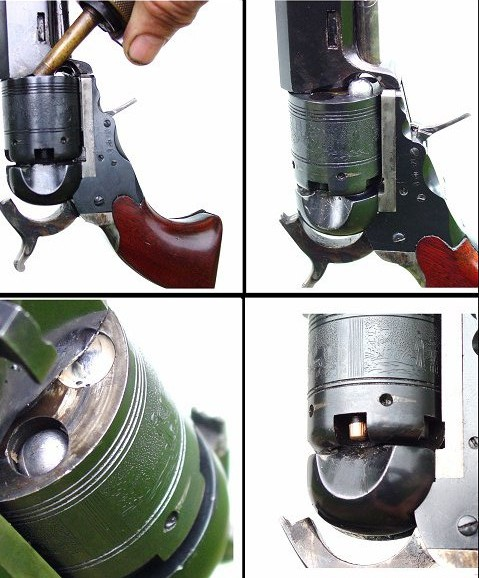
Порядок заряджання капсульного револьвера
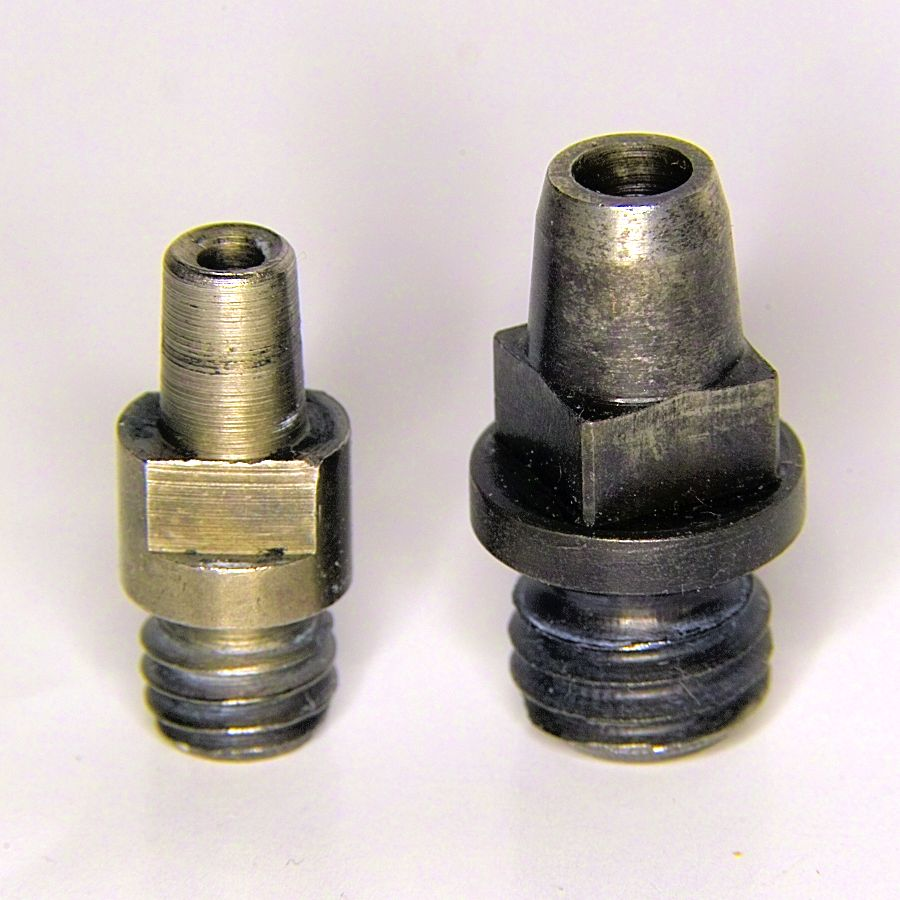
Патрубки капсульних замків.
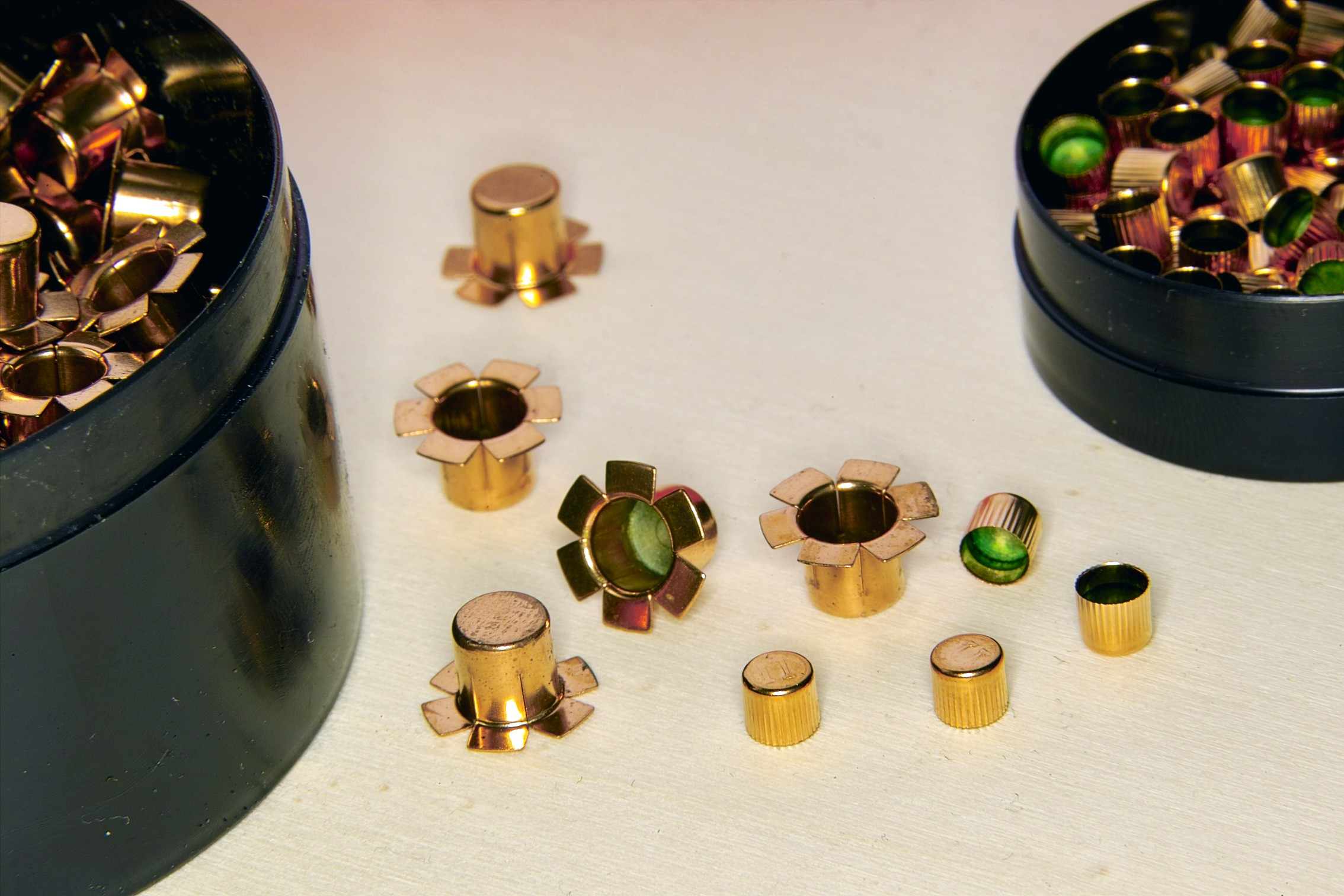
Капсулі

Капсульний механізм складається з ударника, який схожий на ударник у кременевому замку і патрубка (який іноді називають «розтруб»), на який надягають капсуль. У патрубку є трубка («брандтрубка», від нім. Brand — «горіння»), яка веде в ствол. У капсулі знаходиться хімічна суміш, яка має назву гримуча ртуть або фульмінат ртуті, формула якого Hg(ONC)2. Вона зроблена зі ртуті, нітратної кислоти та спирту. Коли спусковий гачок відпускає ударник, останній б'є по капсулі, через що гримуча ртуть вибухає. Полум'я вибуху просувається вниз по трубці патрубка, потрапляє до ствола, де підпалює заряд пороху.